# Noyers-sur-Jabron
Noyers-sur-Jabron (en occitano Noièrs) es una población y comuna francesa, situada en la región de Provenza-Alpes-Costa Azul, departamento de Alpes de Alta Provenza, en el distrito de Forcalquier y cantón de Noyers-sur-Jabron.

## Demografía
| 1 058 | 931 | 1 064 | 1 107 | 1 254 | 1 366 | 1 193 | 1 177 | 1 092 | 1 061 | 995 | 937 | 877 | 898 | 866 | 840 | 797 | 708 | 630 | 565 | 459 | 475 | 437 | 405 | 304 | 272 | 236 | 252 | 232 | 240 | 291 | 337 |
| Para los censos de 1962 a 1999 la población legal corresponde a la población sin duplicidades (Fuente: INSEE [Consultar]) |     |       |       |       |       |       |       |       |       |     |     |     |     |     |     |     |     |     |     |     |     |     |     |     |     |     |     |     |     |     |     |